# Conus antediluvianus
Conus antediluvianus é uma espécie de gastrópode do gênero Conus, pertencente à família Conidae.